# Curetis kalawara
Curetis kalawara är en fjärilsart som beskrevs av Ribbe 1926. Curetis kalawara ingår i släktet Curetis och familjen juvelvingar. Inga underarter finns listade i Catalogue of Life.